# Philippe Noiret
Philippe Noiret (1. října 1930 Lille – 23. listopadu 2006 Paříž) byl francouzský divadelní a filmový herec, držitel různých filmových cen a rytíř Řádu čestné legie.

## Život a kariéra
Jeho otec byl obchodníkem s oblečením. On sám nebyl dobrým žákem a nejdřív vystřídal několik prestižních pařížských škol (včetně kvalitního lycea Lycée Janson de Sailly), pak několikrát propadl u bakalářských zkoušek, načež šel studovat herectví. V něm se dále zdokonaloval v Centre Dramatique de l'Ouest, později působil sedm let u Théâtre National Populaire, kde potkal rovněž herečku Monique Chaumette, svou pozdější ženu, kterou si vzal v roce 1962. V tomto období se věnoval hraní satirických her v nočních klubech v dvojici s Jean-Pierrem Darrasem, ve kterých s pomocí dvojice postav Ludvíka XIV. a Jeana Racina společně parodovali politiky Charlese de Gaulla, Michela Debrého a Andrého Malrauxe, což bylo pro něj dobrou hereckou školou.
V roce 1949 debutoval ve filmu malou rolí ve filmu Gigi. V roce 1956 v něm režisérka Agnès Varda rozpoznala herecký talent a obsadila jej do svého filmu La Pointe courte, nicméně se pak čtyři roky neobjevil v žádném snímku a hrál pouze v malém francouzském přístavném městě Sète. Až po filmech Zazie v metru (1960), Kapitán Fracasse (1961) a Tereza Desqueyrouxová (1962) se stal platným francouzským filmovým hercem a objevil se v důležitějších rolích ve snímcích Život na zámku (1966) a hlavně Alexandre le bienheureux (1967), který mu konečně přinesl rovněž větší popularitu.
Obyčejně byl obsazován do rolí obyčejného každodenního člověka, i když neváhal přijmout i kontroverznější úlohy, jako například roli ve filmu Velká žranice (1973) režiséra Marca Ferreriho, který pak způsobil skandál na festivalu v Cannes, úlohu melancholického homosexuála ve filmu Nelíbám (1991) a podobnou roli ve snímku Muž se zlatými brýlemi (1987).
Za film Stará puška (1975) získal svého prvního Césara, dalšího pak v roce 1990 za ztvárnění zajímavé role majora Delaplana ve snímku Život a nic jiného (1989).
Během své kariéry se objevil v několika hollywoodských produkcích, například The Night of the Generals (1967), ve filmech Topaz od Alfreda Hitchcocka a Justine od George Cukora z roku 1969, Murphyho válka (1971) režiséra Petra Yatese nebo v snímku Kdo zabíjí nejlepší evropské šéfkuchaře? (1978) od Teda Kotcheffa.
Celkem se objevil ve více než 100 filmech. Zemřel na rakovinu v roce 2006 v Paříži a je pohřben na pařížském hřbitově Montparnasse.

## Filmografie (výběr)

### Celovečerní filmy
- 1952: Agence matrimoniale (Agence matrimoniale), režie Jean-Paul Le Chanois
- 1956: La Pointe courte (La Pointe courte), režie Agnès Varda
- 1960: Zazie v metru (Zazie dans le métro), režie Louis Malle
- 1961: Amours célèbres (Amours célèbres), režie Michel Boisrond
- 1961: Kapitán Fracasse (Le Capitaine Fracasse), režie Pierre Gaspard-Huit
- 1961: Všechno zlato světa (Tout l'or du monde), režie René Clair
- 1962: Le Crime ne paie pas (Le Crime ne paie pas), režie Gérard Oury
- 1962: Tereza Desqueyrouxová (Thérese Desqueyroux), režie Georges Franju
- 1964: Monsieur (Monsieur), režie Jean-Paul Le Chanois
- 1965: Lady L (Lady L), režie Peter Ustinov
- 1966: Otec a dcera (Le Voyage du pere), režie Denys de La Patellière
- 1966: Qui êtes-vous, Polly Maggoo? (Qui êtes-vous, Polly Maggoo?), režie Michel Legrand
- 1966: Sympatický dareba (Tendre voyou), režie Jean Becker
- 1966: Život na zámku (La Vie de château), režie Jean-Paul Rappeneau
- 1967: Alexandre le bienheureux (Alexandre le bienheureux), režie Yves Robert
- 1967: Sedmkrát žena (Sette volte donna), režie Vittorio de Sica
- 1967: The Night of the Generals (The Night of the Generals), režie Anatole Litvak
- 1969: Justine (Justine), režie George Cukor
- 1969: Mr. Freedom (Mr. Freedom), režie William Klein
- 1969: The Assassination Bureau (The Assassination Bureau), režie Basil Dearden
- 1969: Topaz (Topaz), režie Alfred Hitchcock
- 1970: Les Caprices de Marie (Les Caprices de Marie), režie Philippe de Broca
- 1971: Murphyho válka (Murphy's War), režie Peter Yates
- 1972: Atentát v Paříži (L'Attentat), režie Yves Boisset
- 1972: Stará panna (La Vieille fille), režie Jean-Pierre Blanc
- 1973: Krysy z temnot (Les Gaspards), režie Pierre Tchernia
- 1973: Le Serpent (Le Serpent), režie Henri Verneuil
- 1973: Velká žranice (La Grande bouffe), režie Marco Ferreri
- 1974: Ať začne slavnost... (Que la fête commence...), režie Bertrand Tavernier
- 1974: Le Secret (Le Secret), režie Robert Enrico
- 1974: Hodinář od sv. Pavla (L'Horloger de Saint-Paul), režie Bertrand Tavernier
- 1974: Nedotýkej se bílé ženy (Touche pas à la femme blanche), režie Marco Ferreri
- 1975: Le Jeu avec le feu (Le Jeu avec le feu), režie Alain Robbe-Grillet
- 1975: Moji přátelé (Amici miei), režie Mario Monicelli
- 1975: Stará puška (Le vieux fusil), režie Robert Enrico
- 1976: Společný pocit studu (Il Comune senso del pudore), režie Alberto Sordi
- 1976: Soudce a vrah (Le Juge et l'assassin), režie Bertrand Tavernier
- 1976: Tatarská poušť (Il Deserto dei Tartari), režie Valerio Zurlini
- 1976: Žena u okna (Une femme a sa fenętre), režie Pierre Granier-Deferre
- 1977: Un taxi mauve (Un taxi mauve), režie Yves Boisset
- 1978: Kdo zabíjí nejlepší evropské šéfkuchaře? (Who Is Killing the Great Chefs of Europe?), režie Ted Kotcheff
- 1978: Něžné kuře (Tendre poulet), režie Philippe de Broca
- 1980: Ukradli torzo Jupitera (On a volé la cuisse de Jupiter), režie Philippe de Broca
- 1981: Čistka (Coup de torchon), režie Bertrand Tavernier
- 1981: Tři bratři (Tre fratelli), režie Francesco Rosi
- 1982: Hvězda severu (L'Étoile du Nord), režie Pierre Granier-Deferre
- 1982: Moji přátelé II (Amici miei atto II), režie Mario Monicelli
- 1983: Afričan (L'Africain), režie Philippe de Broca
- 1984: Pevnost Saganne (Fort Saganne), režie Alain Corneau
- 1984: Prohnilí (Les Ripoux), režie Claude Zidi
- 1985: Mistři gagu (Les Rois du gag), režie Claude Zidi
- 1985: Příští léto (L'Été prochain), režie Nadine Trintignant
- 1985: Sedmá velmoc (Le 4eme pouvoir), režie Serge Leroy
- 1986: Jen aby to byla holčička (Speriamo che sia femmina), režie Mario Monicelli
- 1986: Kolem půlnoci (Round Midnight), režie Bertrand Tavernier
- 1986: Takhle to děláme v Moskvě (Twist again à Moscou), režie Jean-Marie Poiré
- 1987: Masky (Masques), režie Claude Chabrol
- 1987: Muž se zlatými brýlemi (Gli Occhiali d'oro), režie Giuliano Montaldo
- 1987: Rodina (La Famiglia), režie Ettore Scola
- 1987: Utonutí zakázáno (Noyade interdite), režie Pierre Granier-Deferre
- 1988: Bio Ráj (Nuovo cinema Paradiso), režie Giuseppe Tornatore
- 1988: Mladý Toscanini (Il Giovane Toscanini), režie Franco Zeffirelli
- 1988: Šuani (Chouans!), režie Philippe de Broca
- 1989: Návrat mušketýrů (The Return of the Musketeers), režie Richard Lester
- 1989: Život a nic jiného (La Vie et rien d'autre), režie Bertrand Tavernier
- 1990: Prohnilí proti prohnilým (Ripoux contre ripoux), režie Claude Zidi
- 1990: Uranus (Uranus), režie Claude Berri
- 1990: Zapomenout na Palermo (Dimenticare Palermo), režie Francesco Rosi
- 1991: Nelíbám (J'embrasse pas), režie André Téchiné
- 1992: Max a Jeremie (Max & Jeremie), režie Claire Devers
- 1993: Tango (Tango), režie Patrice Leconte
- 1994: D'Artagnanova dcera (La Fille de d'Artagnan), režie Riccardo Freda a Bertrand Tavernier
- 1994: Pošťák (Il Postino), režie Michael Radford
- 1994: Příliš hlučná samota (Une trop bruyante solitude), režie Věra Caïs
- 1996: Řidič a fantom (Fantôme avec chauffeur), režie Gérard Oury
- 1996: Velká cesta (Les Grands ducs), režie Patrice Leconte
- 1997: Hrbáč (Le Bossu), režie Philippe de Broca
- 2003: Kotlety (Les Côtelettes), režie Bertrand Blier
- 2003: Otec a synové (Père et fils), režie Michel Boujenah
- 2003: Superprohnilí (Ripoux 3), režie Claude Zidi
- 2005: Modlitba za mrtvé (Edy), režie Stéphan Guérin-Tillié

### Televize
- 1984 : Světlo pro mého syna (Qualcosa di biondo), televizní film, režie Maurizio Ponzi

### Krátkometrážní filmy
- 1987 : Muž, který sázel stromy (L'Homme qui plantait des arbres), režie Frédéric Back

## Ocenění

### César
- 1976: César pro nejlepšího herce za film Stará puška
- 1990: César pro nejlepšího herce za film Život a nic jiného

### Jiná ocenění
- 1971: cena za mužský herecký výkon na Berlínském filmovém festivalu za film Stará panna
- 1974: cena Étoile de cristal pro nejlepšího herce za film Hodinář od sv. Pavla
- 1989: Evropská filmová cena pro nejlepšího herce za film Život a nic jiného
- 1990: Donatellův David pro nejlepšího zahraničního herce za film Život a nic jiného
- 1990: BAFTA pro nejlepšího herce za film Bio Ráj
- 1990: Evropská filmová cena pro nejlepšího herce za film Bio Ráj
- 2005: rytíř Řádu čestné legie
- 2006: cena Prix Henri-Langlois